# 球子崖豆藤
球子崖豆藤（学名：Millettia sphaerosperma）是豆科崖豆藤属的植物，是中国的特有植物。分布于中国大陆的贵州、广西等地，生长于海拔1,000米的地区，一般生长在山谷溪旁疏林中，目前尚未由人工引種栽培。